# Noris Correa
Noris Lastenia Correa Delgado de Sanjur (Macaracas, 20 de agosto de 1926 — Ciudad de Panamá, 25 de abril de 2015), más conocida como Noris Correa de Sanjur, fue una educadora y escritora panameña. Como autora de varios libros escolares, principalmente de estudios sociales recomendados por el Ministerio de Educación, colaboró en gran parte a la educación del país. Trabajó en los colegios José Daniel Crespo y José Dolores Moscote y ocupó cargos en el Ministerio de Educación y en el Municipio de Panamá. El 26 de agosto de 2010 recibió la Orden Manuel Amador Guerrero, en el Grado de Comendador durante un homenaje en la Feria del Libro, realizado por la Cámara Panameña del Libro.

## Biografía

### Primeros años
Nació el 20 de agosto de 1926 en el poblado de Macaracas ubicado en la provincia de Los Santos, siendo la mayor de los hermanos Omaira “Mayín”, Rodrigo “Cañita”, Gonzalo, Carmen y Vale. Sus padres fueron Clemente Correa y Zoila Delgado de Correa, y eran de una familia de clase media. Ella y sus hermanos quedaron huérfanos, por lo que ella cuidaba de sus hermanos desde muy temprana edad. Cursó estudios primarios en la Escuela Rudecinda Rodríguez de Macaracas, realizó sus estudios secundarios en la Escuela Normal Juan Demóstenes Arosemena de Santiago de Veraguas, donde obtiene el título de maestra de educación primaria y posteriormente logró un diploma de modista en la Nocturna de Chitré. Los estudios superiores los realizó en la Universidad de Panamá, y obtuvo un diploma de educación secundaria con especialización en Estudios Sociales. Años después viajó a la sede de las Naciones Unidas en Nueva York a recibir una capacitación especial para producir textos escolares. 

### Vida profesional
Correa ejerció como docente en la Escuela Rudecinda Rodríguez en 1945, la propia escuela donde estudió. Ocupó cargos y designaciones como asesora de Bibliotecas y Centros Parvularios en el Municipio de Panamá, miembro del Círculo panameño de obras didácticas, Supervisora de geografía en el Ministerio de Educación, profesora de Geografía, Historia y Filosofía, en el Colegio José Daniel Crespo y el Instituto José Dolores Moscote; directora del Conjunto Típico del Instituto José Dolores Moscote, maestra de educación primaria y asesora de Cultura y Educación en el Municipio de Panamá. Formó parte del proyecto denominado “Restauración y Embellecimiento de Mi Pueblito”, en el que se restauraba y embellecía el parque recreativo con distintos tipos de arquitectura panameña ubicado en Ancón.
Como escritora, Noris Correa de Sanjur escribió alrededor de 27 libros escolares, especializados principalmente en los estudios sociales, en materias como geografía, historia y cívica. Varios de estos textos fueron recomendados por el Ministerio de Educación, destacándose por su colaboración en la educación panameña.

### Últimos años y muerte
En marzo de 2015, Correa fue llevada al Centro Médico de Paitilla por problemas cardíacos. En los días siguientes presentaba mejoría, pero continuaba en estado grave. Falleció en la Ciudad de Panamá el 25 de abril de 2015 alrededor de las 2:00 p. m. debido a los problemas cardíacos que estaba padeciendo, a la edad de 88 años.

## Vida personal
Noris Correa de Sanjur se casó con el panameño Eraclio Sanjur, y es hermana de los destacados periodistas panameños Mayín Correa y Rodrigo Correa.

## Reconocimientos
Correa de Sanjur fue reconocida parte de “Mujeres que dejan huellas” por la Asociación de Empresarias y Profesionales y fue seleccionada para la exposición temporal “Panameños Ilustres”, que se realizó en el Museo Antropológico Reina Torres de Araúz. Fue distinguida como Hija Meritoria del distrito de Macaracas, por el Consejo Municipal del poblado homónimo y en 1996 fue reconocida como Jubilada Meritoria. Después de su fallecimiento, mediante el Acuerdo Municipal N° 67 del 29 de abril de 2015 se nombró a la Biblioteca Municipal de Curundú con su nombre y se develó una placa que señala un reconocimiento a los méritos y contribución de Correa a la educación panameña. En el acto, estaba la presencia de su hermana Mayín Correa, su esposo Eraclio Sanjur y del alcalde José Isabel Blandón. El 20 de julio de 2015, su familia creó la Condecoración al mérito Noris Correa de Sanjur en su honor, y contó con la presencia de Bélgica Sandoval, directora regional del Ministerio de Educación de Los Santos y sus familiares Rodrigo y Mayín Correa.

## Distinciones
- Medalla de Honor al Mérito de la Orden Manuel José Hurtado.
- Comendadora de la Orden Manuel Amador Guerrero.

## Obras
- Apuntes de historia de Panamá para escuelas vocacionales (1973). Agencia Internacional de Publicaciones; Panamá.
- Nuestra República: estudios sociales (1973-1976). M. Fernández y Cía.; Agencia Internacional de Publicaciones, Madrid y Panamá.
- Panamá en la comunidad mundial (1973-1980). La Escuela Nueva; Departamento Pedagógico, Madrid.
- Panamá, América y Europa (1974-1976). M. Fernández y Cía.; Madrid.
- Nuestra provincia: estudios sociales (1977-1987). M. Fernández y Cía.; Distribuidora Lewis, Madrid.
- Geografía de Panamá (1980). Litografía Enan, Panamá.
- Panamá y el mundo: estudios sociales (1981-1985). M. Fernández y Cía.; Distribuidora Lewis, Madrid.
- América, Panamá y Europa: estudios sociales (1981-1987). M. Fernández y Cía.; Distribuidora Lewis, Madrid.
- Geografía de América (1982), con Silvia A. De Calvit. Multiletras Editores, Distribuidora Lewis; Bogotá.
- Panamá, nuestra República (1982-1985). Distribuidora Lewis; Madrid.
- Historia de Panamá (1982-1986). M. Fernández y Cía., Madrid.
- Estudios sociales (1985). M. Fernández y Cía.; Distribuidora Lewis, Madrid.
- Figuritas escolares (1985-1986). Editorial Escolar, Panamá.
- Panamá, sus raíces, su evolución histórica y su presente (1992-2000). Distribuidora Lewis; Panamá.
- Los indios de Panamá (1994), con William Palacio, José Ángel Murillo y Ana María Antoniadi. Distribuidora Lewis, Panamá.
- Atlas escolar de geografía de Panamá (2003), con Delmiro Dimas. Distribuidora Lewis, Panamá.